# Дугласіїди
Дугласіїди (Douglasiidae) — родина лускокрилих комах надродини Gracillarioidea. Містить 28 видів.

## Поширення
20 видів виявлені в Палеарктиці, 8 — в Неарктиці.
6 видів трапляється в Україні:
- Tinagma anchusella (Benander, 1936)
- Tinagma balteolella (Fischer von Röslerstamm, 1841)
- Tinagma columbella Staudinger, 1880
- Tinagma minutissima (Staudinger, 1880)
- Tinagma ocnerostomella (Stainton, 1850)
- Tinagma perdicella Zeller, 1839

## Опис
Молі мають розмах крил від 6 до 15 мм. Голова з комірцем із піднятих лусочок. Лоб округлений, гладкий. Хоботок добре розвинений, довгий, голий. Губні щупики 3-члениковиі, короткі, опущені, прямі або слабо вигнуті. Щелепні щупики рудиментарні. Вусики досягають 1/2 — 2/3 довжини переднього крила, голі. Вічка присутні. Передні крила широко-ланцетоподібні, темні, рідше сірих або біло-сірих тонів, у представників деяких родів з блиском. Малюнок утворений однієї або двох вузьких або широких поперечних смуг, рідше складається лише з однієї світлої плями або взагалі відсутній. Задні крила ланцетоподібні, буруватих тонів, бахрома в 2-3 рази більше ширини крил.

## Спосіб життя
Личинки мінують стебла і черешки рослин з родин шорстколистих, глухокропивових і трояндових.

## Роди
- Klimeschia Amsel, 1938 Палеарктика
- Protonyctia Meyrick, 1932 Еквадор
- Tinagma Zeller, 1839 (=Douglasia Stainton, 1854) Палеарктика і Неарктика
- †Tanyglossus[1] Poinar, 2017 крейдовий період